# Карстова фуния
Карстова фуния или карстова дупка е депресия или пропаст в земята, причинена от срутване на повърхностния слой.
Повечето се причиняват от карстови процеси, като например химичното разтваряне на карбонатни скали или суфозионни процеси. Карстовите фунии варират по форма и по размер, както в диаметър, така и в дълбочина. Могат да се образуват постепенно или внезапно и се срещат из цял свят.

## Образуване

### Природни процеси
Карстовите фунии могат да улавят дренаж от оттичаща се или неподвижна вода, но могат да се образуват и на високи и сухи места. Тези, които улавят дренаж, могат да го задържат в големи варовикови пещери. Тези пещери могат да се оттичат в притоците на по-големи реки.
Образуването на карстови фунии включва природни процеси на ерозия или постепенното премахване на леко разтворима скална основа (като варовик и гипс) чрез процеждане на вода, рухването на покрива на пещера или понижаващо се морско равнище. Също така, често се образуват чрез суфозия. Например, подземната вода може да разтвори грунда в карбонатен цимент, държащ пясъчниковите частици заедно, а след това да отнесе по-хлабавите частици, като постепенно образува празнина.
Понякога карстовата фуния може да оголи вход към пещера в долната си част. При по-големи карстови фунии е възможно да се открие дори подземен поток или река, протичаща от единия край на фунията към другия.
Карстовите фунии се срещат често там, където основата под земната повърхност е варовикова или друга карбонатна скала, халитена, гипсова или друг вид разтворима скала, която може да бъде разложена по естествен път чрез циркулираща подземна вода. Срещат се и при релефи от пясъчник или кварцит.
Докато скалата се разтваря, под земята се отварят кухини, пространства и се развиват пещери. Такива карстови фунии могат да се образуват внезапно, тъй като земята на повърхността обикновено остава непокътната до момента, в който вече няма достатъчна опора за нея. Следва внезапно срутване.
На 2 юли 2015 г. учени откриват процеси, подобни на тези в карстовите фунии, в активни ями на кометата 67P/Чурюмов-Герасименко, използвайки апарата Розета.

### Изкуствени процеси
Срутвания, често погрешно определяни като карстови дупки, се създават и от човешка дейност, като например срутването на изоставени рудници. Често срутвания се случват и в градски райони, поради аварии на водопроводите или пукнатини в канализацията. Те могат да възникнат и от прекомерното извличане на подземни води или флуиди под повърхността.
Карстови фунии могат да се образуват, когато естественият модел на воден дренаж се промени и се разработят нови системи за отклонение на водния път. Когато земната повърхност се променя, също могат да възникнат карстови фунии, например когато се създават промишлени езерца за съхранение на утайки – значителната тежест на новия материал може да задейства срутването на покрива на съществуваща празнина или пещера под повърхността, което води до образуването на карстова фуния.